# Мехмед Фехмі Ага
Мехмед Фехмі Ага (11 березня 1886, Миколаїв, Російська імперія — 1978, Пенсільванія, США) — караїмський дизайнер кримсько-турецького походження, арт-директор і піонер сучасної американської видавничої справи. Він відіграв важливу роль у визначенні ролі арт-директора журналу і доніс всю силу європейських авангардних експериментів на сторінки Vogue, Vanity Fair і House & Garden, флагманських журналів видавничої компанії Condé Nast у США.

## Раннє життя та освіта
Ага народився в Російській імперії (тепер Україна) в родині турецького походження. Батько Йосуф Ага, мати Анна Хороз. Його освіта в царській Росії включала ступінь магістра економіки Політехнічного інституту імператора Петра Великого і більш раннє навчання мистецтву в Академії мистецтв у Києві. Після від'їзду з Росії він отримав спеціальний ступінь у 1923 році в Національній школі сучасних східних мов у Парижі. Потім Ага почав вдосконалювати свої навички в мистецтві, зокрема фотографії, типографіці та науках.

## Кар'єра
Завдяки своїй роботі в паризькому та берлінському виданнях Vogue, Мехмед Ага потрапив до уваги відомого Конде Наста, якому сподобалося «почуття порядку, смаку та винахідливість». Коли Мехмед Ага прибув до нью-йоркського офісу Vogue у 1929 році, він започаткував революцію в дизайні, оновивши журнал, а також його дочірні видання Vanity Fair та House & Garden.

## Творчість
У модних виданнях Мехмед Ага скоригував графіку, спростив верстку і нав'язав тісний зв'язок між текстом і зображеннями. Ага позбавив Vogue старомодного вигляду, надавши перевагу стилю артдеко та чистим лініям конструктивізму. Він замінив курсив  на прямі шрифти без зарубок, такі як Futura, і прибрав зі сторінок усі зайві елементи дизайну — рамки навколо фотографій, правила колонок, бічні колонки, синхронізувавши зовнішній вигляд журналу з останніми новинками авангардної Європи. Протягом своєї кар'єри Мехмед Ага розширив поля Vogue до такої міри, що на білому просторі з обох боків сторінки залишилося достатньо "місця для вашого списку справ", як висловився один дотепник. Він розробив перші в історії розвороти на дві сторінки і перші повноформатні зображення, друкуючи фотографії без жодних рамок, прямо через край сторінки. Мехмед Ага брав участь у всіх аспектах редакційного процесу. Окрім гарного дизайну, "ви повинні спочатку отримати сучасний матеріал, якщо маєте намір видавати справді сучасний журнал", — сказав він у 1930 році. Урбаністичний редактор Vanity Fair Френк Крауніншилд зазначив, що Мехмед Ага так швидко розростався, що "довелося задіяти додатковий поверх у будівлі Graybar Building, щоб він не випирав з вікон, не проріс крізь дах і не зайняв ліфтові шахти". Незабаром до його обов'язків додалися журнал Vanity Fair, а також журнал про дім і сад House & Garden, присвячений домашньому затишку. Мехмед Ага публікував фотографії Едварда Стайхена, Карла Ван Вехтена та Едварда Вестона.
У 1943 році Мехмед Ага залишив роботу і став консультантом з графічного мистецтва. Він був президентом Клубу арт-директорів (1935) та AIGA (1953-55). У статті, опублікованій журналом PM Magazine у серпні 1939 року, Вільям Голден писав про високі очікування, які Мехмед Ага покладав на своїх дизайнерів: "Його вимоги здаються такими простими. Зробити щось розбірливе, представити це логічно і зробити так, щоб це виглядало розкішно... так, щоб йому сподобалося. Тож вони розробляють не один варіант того, як, на їхню думку, має виглядати сторінка, а десять, двадцять, сорок... І за продуктивністю цей метод не має собі рівних. Щодо тих стосів забракованих макетів, які так і не побачили світ, то я не думаю, що вони пропали даремно. Колись менш виснажений дослідник графічного мистецтва розкопає їх і знову відкриє для себе дивовижну кількість оригінальної та захоплюючої роботи, яку стимулювала людина, що знала надто багато, щоб їй щось подобалося."